# Tonndorf
Tondorf (en baix alemany Tonndörp) és un barri del bezirk de Wandsbek a la ciutat estat d'Hamburg a Alemanya.
A la fi del 2017 tenia 14.812 habitants sobre una superfície de 5,0 km². És regat pel Wandse. És regat pel Wandse i Rahlau. Té estació pròpia «Tonndorf» del metro a la línia S1. És un barri popular i perifèric.
El primer esment Todendorpe data del 1314 i significa probablement «poble d'en Todó». El els comptes de Schaumburg van verdre parts del poble al monestir de Reinbek. El 1935 es van trobar restes d'un poble saxò al marge del Rahlau. El 1927 va fusionar amb l'aleshores ciutat de Wandsbek i va cedir el barri de Lohe a Rahlsteed. Wandsbek del seu costat 1937 per la Llei de l'àrea metropolitana d'Hamburg del govern nazi, va fusionar amb Hamburg.

## Llocs d'interès
- El teatre d'òpera i opereta Opernfactory (2012)
- Studio Hamburg, centre de producció audiovisual

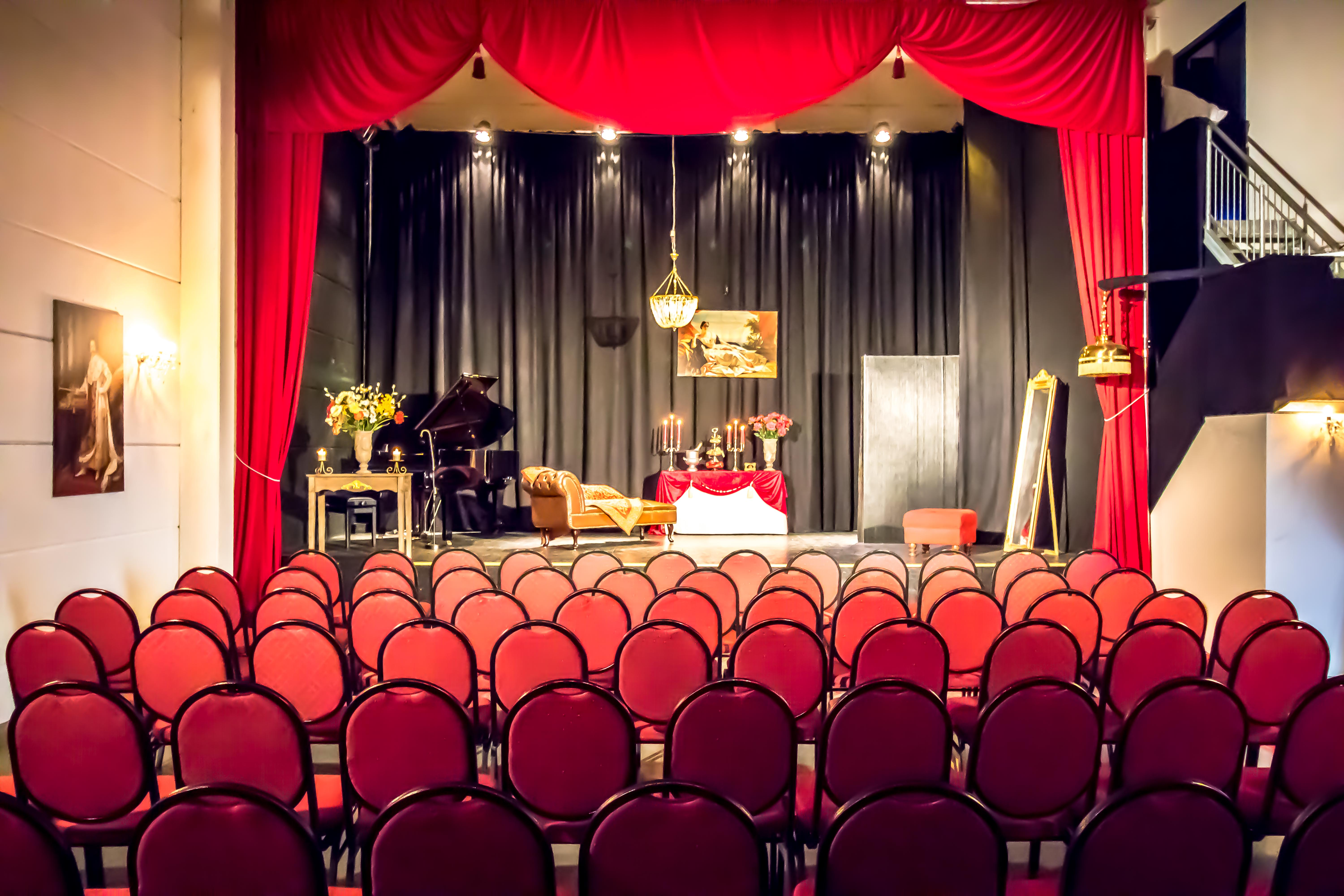
Sala de teatre musical Opernfactory
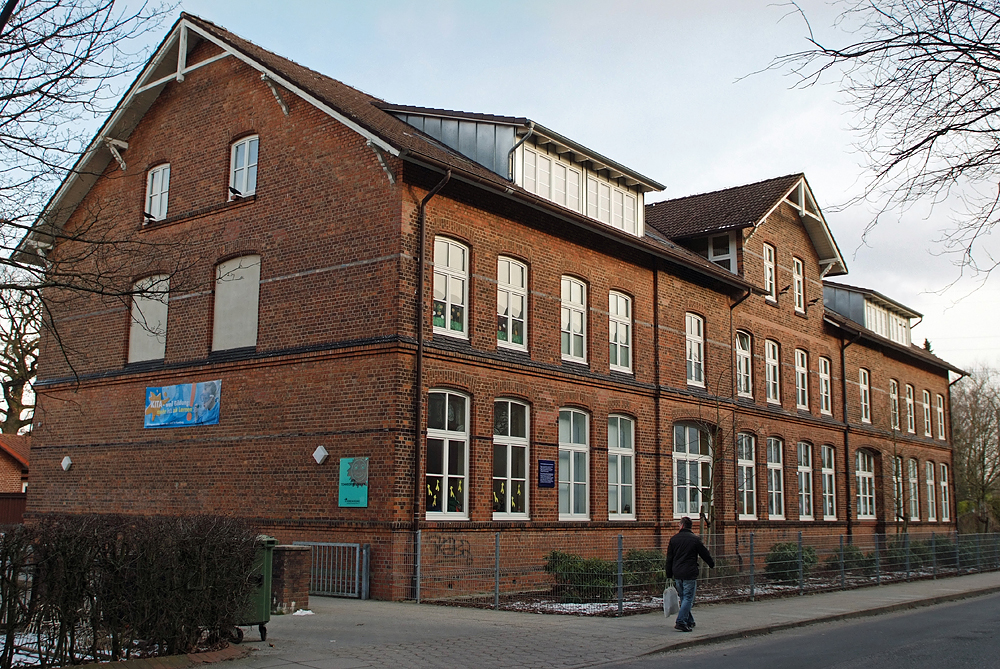
Kindergarten, antiga escola elemental
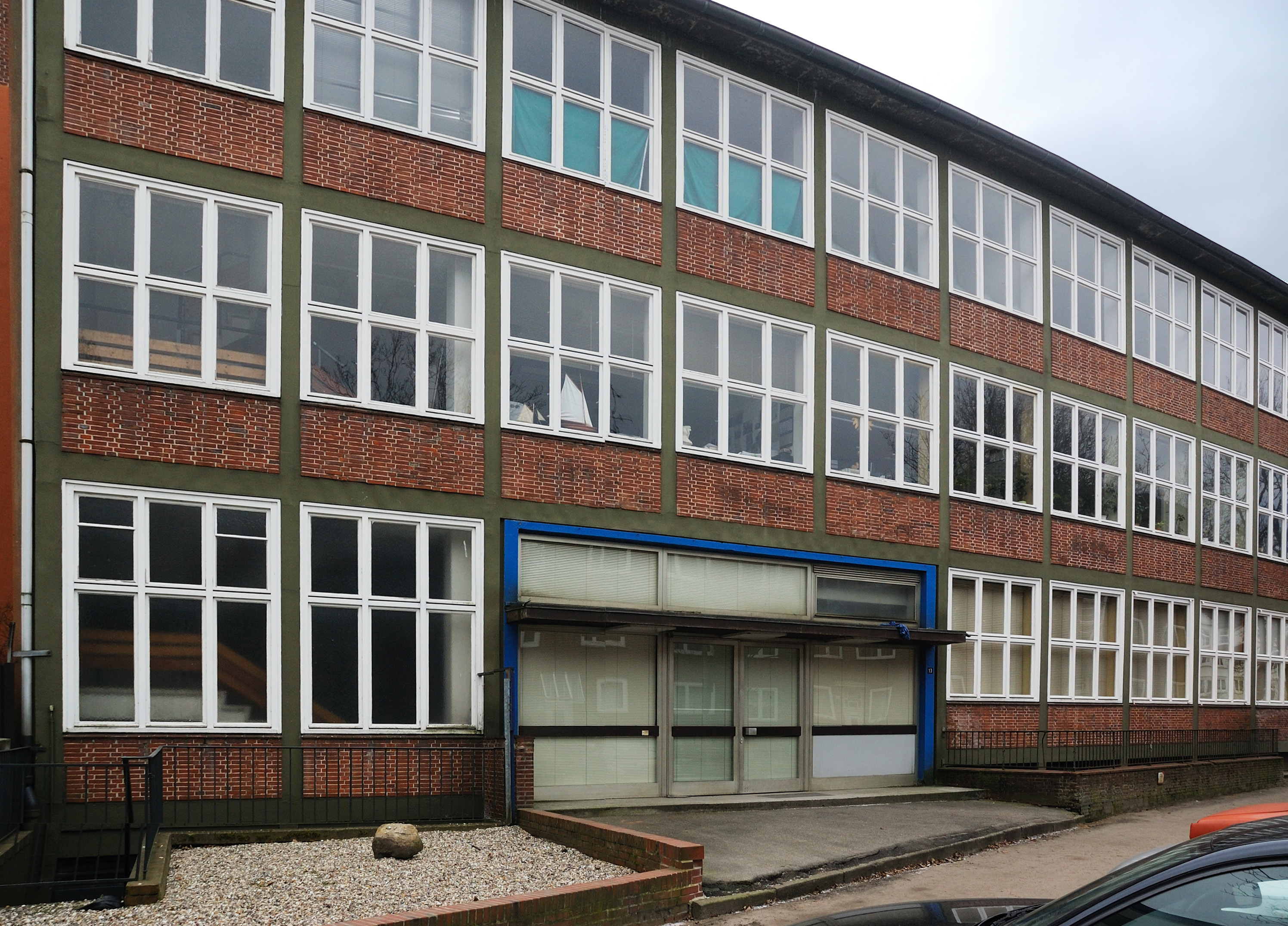
Studio Hamburg